# Gonodonta plumbicincta
Gonodonta plumbicincta är en fjärilsart som beskrevs av Dyar 1912. Gonodonta plumbicincta ingår i släktet Gonodonta och familjen nattflyn. Inga underarter finns listade i Catalogue of Life.